# Marcelo Cañete
Marcelo Cañete (16 de abril de 1991, Villa Lugano, Buenos Aires) es un futbolista argentino. Actualmente se desempeña como mediocampista en Sol de América de la División Intermedia de Paraguay.

## Trayectoria
Se inició en el Club Atlético Lugano en el barrio de Villa Lugano, zona sur de Capital Federal, cuando tenía 4 años, luego allí Ramón Maddoni lo descubrió y lo llevó a jugar al babi-fútbol del Club Social Parque, cuando tenía 8, años al mismo tiempo llegó a las inferiores del Boca Juniors de la mano de Maddoni. Obtuvo el título con la Reserva en 2010 y junto a un combinado sub-20 el torneo internacional FIFA Blue Stars celebrado en Suiza.
Con la llegada de Claudio Borghi al club, debutó en la Primera y como titular en el partido amistoso-despedida del Estadio Palestra Itália frente al Palmeiras. Y en la gira por Oceanía, también fue titular, donde convirtió su primer gol frente a Melbourne Victory.
Su debut en primera división se produjo el 8 de agosto de 2010 ante Godoy Cruz Antonio Tomba, entró en el segundo tiempo con el dorsal número 14 y, el resultado final fue empate en 1.
En diciembre de 2010, pasa a préstamo por un año con opción de compra a Universidad Católica para jugar el Torneo Apertura 2011 y la Copa Libertadores de América de 2011. El 14 de abril de 2011 anota un gol a los 83' asegurando la clasificación de los cruzados a los octavos de final de la Copa Libertadores de América de 2011.

## Clubes
| Club                 | País      | Año       |
| -------------------- | --------- | --------- |
| Boca Juniors         | Argentina | 2010      |
| Universidad Católica | Chile     | 2011      |
| São Paulo            | Brasil    | 2011-2013 |
| Portuguesa           | Brasil    | 2011-2013 |
| São Paulo            | Brasil    | 2014      |
| Náutico              | Brasil    | 2014      |
| São Bernardo         | Brasil    | 2015      |
| CRB                  | Brasil    | 2016      |
| Libertad             | Paraguay  | 2016-2017 |
| Guaraní              | Paraguay  | 2017-2018 |
| Sportivo Luqueño     | Paraguay  | 2018      |
| Deportivo Capiatá    | Paraguay  | 2019      |
| Cobresal             | Chile     | 2019-2020 |
| Universidad de Chile | Chile     | 2021      |
| Huachipato           | Chile     | 2022      |
| Santiago Wanderers   | Chile     | 2023-2024 |
| Sol de América]]     | Paraguay  | 2025-Act. |

## Palmarés

### Campeonatos nacionales
| Título              | Equipo                  | País     | Año    |
| ------------------- | ----------------------- | -------- | ------ |
| Copa Chile          | Universidad Católica    | Chile    | 2011   |
| Campeonato Alagoano | Clube de Regatas Brasil | Brasil   | 2015   |
| Primera División    | Libertad                | Paraguay | 2016-A |
| Primera División    | Libertad                | Paraguay | 2017-A |
| Copa Paraguay       | Guaraní                 | Paraguay | 2018   |

### Campeonatos internacionales
| Título            | Equipo    | Sede   | Año  |
| ----------------- | --------- | ------ | ---- |
| Copa Sudamericana | São Paulo | Brasil | 2012 |